# Sàvinka (Riazan)
|  | Per a altres significats, vegeu «Savinka». |

Sàvinka (en rus: Савинка) és un poble de l'óblast de Riazan, a Rússia, segons el cens del 2010 tenia vuit habitants.